# Tadeu Jungle
Tadeu da Fonseca Junges, conhecido pelo nome artístico Tadeu Jungle (São Paulo, 25 de março de 1956), é um artista multimídia e atua como videasta, fotógrafo, poeta, roteirista e diretor de cinema, TV e Realidade Virtual. É casado com a diretora e roteirista Estela Renner.
De família alemã, formou-se em Comunicação Social pela Escola de Comunicação e Artes da USP em 1980. No ano seguinte ganha bolsa da CAPES e vai estudar na San Francisco State University, Califórnia.
No começo da década de 80 torna-se um dos líderes no movimento de videoarte que surge no Brasil e investe em programas de televisão inovadores em emissoras como a TV Gazeta (TV Mix) e a TV Cultura (Fábrica do Som). Mais adiante o artista também atua no meio publicitário, consolidando-se como diretor de filmes e depois como diretor de cinema. Desde 2001 atua como fotógrafo realizando diversas exposições individuais e mantendo um dos projetos mais longevos na internet, o Foto de Segunda.
Em 2011 estréia seu primeiro longa-metragem de ficção, Amanhã Nunca Mais com Lázaro Ramos  e o filme documentário Evoé, Retrato de um Antropófago sobre o dramaturgo Zé Celso Martinez Correa. Em 2014 é lançado o livro Videofotopoesia, reunindo trabalhos dos seus 30 anos de carreira artística. Dirige o primeiro documentário brasileiro em Realidade Virtual intitulado Rio de Lama, sobre a tragédia de Mariana, MG (vencedor de prêmio na ONU) e o primeiro filme em Realidade Virtual feito com os índios do Xingu: FOGO NA FLORESTA. Em 2018 lançou a [], produtora de Realidade Virtual e Aumentada. Lançou o seu terceiro documentário em VR: OCUPAÇÃO MAUÁ, na 42ª Mostra Internacional de Cinema de São Paulo. O filme retrata a incrível comunidade dos sem-teto no centro paulistano.

## Anos 80
Em 1977, no começo do curso de Comunicação Social, realiza trabalhos em arte-correio e poesia visual. Seu poema adesivo FURE FILA ficou popular na USP em 1978 (em 1997 retoma o estilo com a série Você está aqui). No mesmo ano faz a sua primeira videoinstalação – Fish TV – no evento Multimidia Internacional, realizado na USP. Em 1979, consegue um emprego como estagiário na antiga TV Tupi. E no ano seguinte edita revistas de poesia e torna-se, junto com Walter Silveira, um dos pioneiros do grafite poético no Brasil com os dizeres: ORA H e ÉDIFICIL.
 Com Walter Silveira, Ney Marcondes, Paulo Priolli, funda o grupo TVDO, responsável pelas experiências mais radicais do ponto de vista da invenção formal e da renovação dos recursos expressivos do vídeo, segundo o estudioso Arlindo Machado, que ainda chamou de “a melhor tradução para a mídia eletrônica do espírito demolidor e anárquico do cinema de Glauber Rocha.”
Em 1981, recebe uma bolsa da CAPES e faz a pós-graduação em cinema documentário na San Francisco State University. Ao retornar, realiza dois álbuns de poesia visual, o Suruba e Frequência das Aranha(sic), e vídeos que se tornaram clássicos da videoarte brasileira como Frau (1983), Non Plus Ultra (1985) e Heróis da Decadensia(sic) (1987) (presente no acervo da Cinemateca Brasileira e do Videobrasil); esses foram exibidos e premiados em diversos festivais e mostras, como o Festival Videobrasil, Fest Rio, Festival de Havana e Bienal Internacional de Arte de São Paulo. 
Ao mesmo tempo que produz e lança seus filmes em festivais, inicia seus trabalhos na televisão, co-dirigindo com Nelson Motta e a TVDO, o programa "Mocidade Independente" na BAND. Em 1983 fica conhecido como apresentador do programa musical “Fábrica do Som”, na TV Cultura. Gravado no SESC Pompéia em São Paulo, o programa revelou bandas como Titãs, Barão Vermelho e Ultraje a Rigor e foi um marco para o rock brasileiro em pleno desenvolvimento. 
Conhece o diretor e dramaturgo Zé Celso e junto com Walter Silveira passam um ano no Teatro Oficina trabalhando nos créditos do filme O Rei da Vela. O trabalho consistia em pintar o teatro inteiro com enormes caracteres os nomes dos artistas presentes no filme, na chamada Festa das Letras. Nessa época se aproxima de Wesley Duke Lee, com quem realiza videos.
Exercitando mais ainda a pluralidade de seu trabalho, faz experimentações paralelas que resultaram em exposições com vídeoinstalações e poemas-visuais em espaços como a Expo Hannover, Casa das Rosas, MIS-SP (por três anos consecutivos), Galeria São Paulo e Tate Gallery em Londres. Em 1984, é convidado, por Fernando Pacheco Jordão, para dirigir uma série de documentários intitulada AVESSO para a TV Cultura; dois anos depois funda a primeira escola de vídeo do país, The Academia Brasileira de Vídeo. À convite de Matinas Suzuki Jr, começa a primeira coluna especializada em vídeo no jornal Folha de S.Paulo. Mais tarde, em 1988 e 1989, assume a direção de programas musicais e jornalísticos como o TV MIX e o TV da Tribo.  

## Anos 90
Começa a dirigir o programa de televisão Gente de Expressão, em 1991, com Bruna Lombardi e viajam pelo mundo entrevistando celebridades. Ao voltar, em 1993, começa a dirigir filmes publicitários. Atuando na área por mais de uma década, dirigiu mais de 600 filmes. Também em 1993, Tadeu Jungle dirige o programa Tropicália – uma conversa a 2, com Gilberto Gil e Caetano Veloso para a TV Cultura.
					Em 1994 participou como artista convidado do evento cultural ARTE/CIDADE, organizado pela Secretaria do Estado da Cultura, onde criou quatro instalações nos elevadores da Mostra. E em 1996 foi curador, junto com Lisette Lagnado, Stella Teixeira, Nelson Brissac Peixoto e outros, da exposição Antarctica Artes, onde 1300 jovens artistas brasileiros foram avaliados para que a exposição fosse feita com 62 deles, no Parque Ibirapuera.
Em 1996 funda a produtora Academia de Filmes e dirige diversos videoclipes e DVD’s musicais, de artistas como Arnaldo Antunes – com quem também colabora escrevendo a letra da música Poder, do álbum Silêncio de 1995 – e Zeca Baleiro. No ano seguinte se junta a outros 10 artistas de São Paulo e faz o outdoor "Lata de Luxo", na avenida Faria Lima. Retomando uma linguagem já usada nos anos 70, lança uma exposição com a frase-poema Você Está Aqui colada por toda a parte. E antes de fechar o ano realiza uma performance, intitulada Tecnobomber, onde convida todos a levarem eletrônicos quebrados para atirá-los em uma parede de inox; essa performance aconteceu no evento Arte Suporte Computador, Casa das Rosas. Entre 1998 e 2001 trabalha como apresentador de TV na série Cine Profissões da TV Futura, realizando mais de 100 programas.

## Anos 2000
Em 2000 realizou uma videoinstalação sobre o escritor Guimarães Rosa intitulada Fala Rosa!; e a Pessoas do Brasil, em parceria com Carlos Rennó para a exposição Mundial de Hannover. No ano seguinte se dedica a fotografia, com a exposição Estradas, Camas e Reflexões, dirige quatro DVD’s documentais das peças do Teatro Oficina com Elaine Cesar e lança a série de adesivos Deus Está Aqui/Deus Não Está Aqui. 
Já em 2002 faz uma intervenção não autorizada na abertura da XXV Bienal de São Paulo com o adesivo Art. Art! Art? Art... Participa de várias exposições coletivas, como a Brazilian Visual Poetry, no Mexico-Arte Museum, Texas; a 2080 e a Veracidade, no MAM-SP; a Subversão dos Meios e a Made in Brazil – 3 décadas de vídeo no Brasil, ambas no Itaú Cultural.Em 2003, é precursor de exposições online com a série intitulada Heavy Rain. Entre 2002 e 2006 realiza uma nova série de vídeos de arte como Sempre Tem Mais, Pesar, São Paulo Hip-hop, Passarela, entre outros, que atualmente estão disponíveis nos acervos do MAC e MAM de São Paulo. Em 2004 elabora mais projetos fotográficos: Espetáculo da Solidão, Chão, exibidos em exposição individual na Galeria Valu Ória e o projeto Povo da Praia, para o qual viajou por todo o litoral brasileiro fazendo retrato de pessoas(ainda inédito). Venceu o edital Janela Brasil, 2007 da TV Cultura e assim criou e dirigiu o documentário Amazônia Niemeyer – uma viagem pela Belém Brasília. No mesmo ano filmou 16 documentários, em parceria com Estela Renner, sobre 16 escritores em 16 cidades do mundo, para o projeto Amores Expressos, exibido a partir de 2011 em várias emissoras de TV.
Realiza trabalhos em vídeo para três museus: o videoinstalação Versus para o MIS-SP (2003), o vídeo de abertura e exposição perene do Museu da Língua Portuguesa (2006), cria a Sala da Exaltação, também de exibição perene, com as torcidas brasileiras, para o Museu do Futebol (2008).

## Anos 2010
Em 2010 dirigiu e roteirizou – em conjunto com Estela Renner – o episódio Ela Faz Cinema, da minissérie Amor em Quatro Atos, da TV Globo. Dirigiu e formatou a série de humor É Tudo Improviso, transmitido pela Band e em novembro de 2011 lançou seu primeiro longa, Amanhã Nunca Mais, produzido pela Fox Filmes e protagonizado por Lázaro Ramos. No mesmo ano ele lança no cinema o documentário Evoé, o Retrato de um Antropófago (2011), sobre o dramaturgo Zé Celso e co-dirigido por Elaine César e realização do Itaú Cultural.
Em 2012 tem uma retrospectiva de seu trabalho apresentada na Cinemateca Brasileira, onde suas principais produções como o Amanhã Nunca Mais, Evoé (2011), Frau (1983) são exibidos e discutidos com o próprio diretor. No ano seguinte dirige dois vídeos para o lançamento do Museu do Amanhã no Rio de Janeiro e uma série de cinco programas documentais sobre a televisão brasileira para o canal VIVA. Realiza a performance Flecha no Instituto Oi Futuro do Rio de Janeiro e na Escola São Paulo. Ainda no Instituto Oi Futuro realiza a exposição Videofotopoesia, que iniciará o processo para a criação do livro de mesmo nome. O livro bilíngue que trata dos 30 anos da carreira artística de Tadeu Jungle, lançado em dezembro de 2014, consolida sua vocação para a invenção e a inovação; bem como a atuação em multi plataformas que vão do papel às novas tecnologias.
Em 2013
- 2100, série de ficção dramática para TV. Escrita com Estela Renner e André Sirângelo. Ainda não produzida.
- “Videofotopoesia” exposição individual com videoinstalação, instalação site specific e poemas visuais, no Instituto Oi Futuro Flamengo, Rio e Janeiro.
- “Mitologias por procuração”, coletiva com o poema visual Tudo pode (Perder-se), no MAM-SP.
- “Circuitos cruzados, o MAM encontra o Centre Pompidou”, coletiva com o vídeo São Paulo hip hop, no MAM-SP.
- Videoarte 2013, coletiva, vídeo Medo, no Instituto Oi Futuro Ipanema.

2014
- Lança o livro Tadeu Jungle – VIDEOFOTOPOESIA, com um panorama de trabalhos nessas áreas. Instituto Oi Futuro.
- Camarim, série de 16 vídeos para internet, com bonecos, para o Greenpeace, nas eleições de 2014. Com Fernando Salem e Fernando Gomes.
- Musicália, programa musical infantil. Criado com Fernando Salem para a Maria Farinha Filmes.
- Lança na internet o videopoema Tatu-bola não bebe Coca-Cola e também no MAR _ Museu de Arte do Rio de Janeiro.

2015
- Realiza a videoinstalação VERSUS - 4K para exposição Itinerante do Museu do Futebol, São Paulo.
- Realiza a videoinstalação da Sala do Humano para o Museu do Amanhã, Rio de Janeiro.
- Performance com Walter Silveira na abertura da exposição ARTÉRIA 40 anos na Caixa Cultural, RJ.

2016
- Lança o filme documentário em realidade virtual Rio de Lama, sobre a tragédia de Mariana.
- Jurado no Festival de Cinema Publicitário em Cannes, na categoria de Entretenimento.
- Membro do Conselho da Poiesis.
- Exposições coletivas de Poesia Visual na Galeria Baró, SP e na Casa das Rosas, SP.
- Rio de Lama é exibido na 32° Bienal de São Paulo, na Ocataperaterreiro, de Bené Fonteles e no Festival Sunny Side of the Doc, na França. Ganha prêmio no 14° Cineamazônia.
- Palestra sobre Realidade Virtual no Global Media and Information Literacy (MIL) Week, da UNESCO; nos jornais Folha de S.Paulo e Estado de São Paulo, no RioContent Market, na Universidade Anhembi-Morumbi, na Associação Brasileira de Cinematografia (ABC), no Clube de Criação do Paraná, no Telas Fórum e nas agências de publicidade NBS e McCann-Rio.

2017
- Lança o documentário em realidade virtual “FOGO NA FLORESTA, um dia na aldeia dos índios Waurá”, no Festival É TUDO VERDADE.
- Lança o documentário (60') TERRA DA LUTA, sobre as origens da luta no Brasil, no Canal Combate.
- O documentário em realidade virtual Rio de Lama, sobre a tragédia de Mariana, participa dos festivais Sunny Side of the Doc (França), Tampere Film Festival (Finlândia), Cineamazonia e Festival de Goiás (Brasil)
- Dirige o documentário em realidade virtual “SP DE PONTA A PONTA, uma viagem pela cidade de São Paulo em cima de uma motocicleta”, para o jornal FOLHA DE S.PAULO
- Dirige o documentário “TERRA DE LUTA, as origens da luta no Brasil”, para o Canal Combate, dentro da série ESPÍRITO DA LUTA.
- Palestras sobre Realidade Virtual no Congresso de Jornalismo Investigativo da ABRAJI; no evento Besides The Screen; e no evento O Futuro é ao Vivo.

2018
- lança a JUNGLEBEE, produtora de Realidade Virtual e Aumentada.
- faz palestras sobre VR e AR na ESPM, SESC, O Futuro é ao Vivo, BRAVI, WHEXT, REDHOOK, Instituto Alana, Itaú Cultural, além de fazer o Keynote de abertura do PIXEL SHOW.
- lança o seu terceiro documentário em VR: OCUPAÇÃO MAUÁ, na 42ª Mostra Internacional de Cinema de São Paulo. O filme retrata a incrível comunidade dos sem-teto no centro paulistano.
- participa da exposição PARADOXOS, no MAC, SP.
- participa da exposição ARTE-VEÍCULO, no Sesc Pompéia.
- participa da exposição A Poesia e as Artes Visuais, na Galeria Superfície.
- participa da Mostra BUG, no Instituto Oi Futuro.
- participa da exposição Palavra Viva, no SESC BH.
- Cria a videoinstalação A MAJESTOSA, para o Museu do Futebol.

2019

## Exposições
| Ano     | Título                                               | Lugar                                                                |
| ------- | ---------------------------------------------------- | -------------------------------------------------------------------- |
| 2013    | Mitologias por procuração                            | Coletiva no MAM/SP                                                   |
| 2013    | Circuitos Cruzados, o MAM encontra o Centre Pompidou | Coletiva no MAM/SP                                                   |
| 2013    | Videofotopoesia                                      | Individual no Instituto Oi Futuro/RJ                                 |
| 2012    | Retrospectiva Tadeu Jungle                           | vídeos e filmes na Cinemateca Brasileira - SP                        |
| 2011    | Flecha                                               | Performance no Instituto Oi Futuro - RJ / Escola São Paulo - SP      |
| 2008    | Sala da Exaltação                                    | videoinstalação com as torcidas brasileiras no Museu do Futebol - SP |
| 2008    | Parque das Aparências                                | Individual de foto e vídeo na Galeria Valu Ória.                     |
| 2007-09 | A Fotografia na Coleção                              | Coletiva no MAM/SP                                                   |
| 2006    | O começo da língua                                   | vídeo de exibição perene no Museu da Língua Portuguesa - SP          |
| 2006    | Paralela 2006                                        | Coletiva paralela à Bienal                                           |
| 2006    | Veracidade                                           | Coletiva no MAM/SP                                                   |
| 2004    | Chão                                                 | Individual na Galeria Valu Ória                                      |
| 2004    | O Espetáculo da Solidãod                             | Individual na Galeria Valu Ória                                      |
| 2003    | Heavy Rain                                           | Individual de fotografias na internet                                |
| 2003    | Tudo Pode                                            | Intervenção urbana na cidade de São Paulo                            |
| 2003    | Versus                                               | Videoinstalação no MIS/SP                                            |
| 2003    | Onde Estão os Heróis?                                | Performance no Videobrasil                                           |
| 2003    | 2080                                                 | Coletiva no MAM/SP                                                   |
| 2003    | Três décadas de vídeo no Brasil                      | Coletiva no Espaço Itaú Cultural                                     |
| 2003    | poema-adesivo ART?                                   | Intervenção na XXV Bienal de São Paulo                               |
| 2002    | Orgânico em Colapso                                  | Coletiva na Galeria Valu Ória                                        |
| 2001    | Estradas, Camas e Reflexões                          | Individual na Galeria Valu Ória                                      |
| 2000    | Retrospectiva Tadeu Jungle                           | vídeos no MIS/SP                                                     |
| 2000    | Fala Rosa!                                           | vídeoinstalação sobre o escritor Guimarães Rosa, Casa das Rosas      |
| 2000    | Pessoas do Brasil                                    | Videoinstalação para a Feira Mundial de Hannover.                    |
| 1997    | Você está aqui                                       | Exposição na Galeria Valu Ória                                       |
| 1997    | Tecnobomber                                          | Performance na Casa das Rosas                                        |
| 1994    | ARTE/CIDADE,                                         | Quatro instalações em elevadores da Mostra.                          |
| 1993    | Sleeping Television                                  | Vídeoinstalação no Festival Mundial do Minuto                        |
| 1990    | OSVIDEO                                              | Evento multimídia sobre Oswald de Andrade na Galeria S. Paulo        |
| 1989    | River de Janeiro                                     | Videoinstalação no Tucano Artes – RJ.                                |
| 1987    | O Edifício                                           | videoinstalação na Trama do Gosto/ Bienal - SP                       |
| 1986    | The Helicoptero                                      | videoinstalação da exposição de Wesley Duke Lee no MASP/SP           |
| 1985    | Instalação do Divino                                 | Instalação na Galeria Luisa Strina                                   |
| 1983    | Vídeo-Objetos                                        | Videobrasil no MIS/SP                                                |
| 1980    | Festa das Letras                                     | instalação do Teatro Oficina                                         |
| 1979    | Fish TV                                              | Videoinstalação no evento Multimídia Internacional                   |

## Filmes e Televisão
| Ano     | Título                                                       | Sumário                                                                     |
| ------- | ------------------------------------------------------------ | --------------------------------------------------------------------------- |
| 2014    | Camarim                                                      | Série de 16 vídeos para campanha do Greenpeace no Brasil                    |
| 2014    | Musicália                                                    | Programa infantil criado em conjunto com Fernando Salem                     |
| 2012    | Televisão Brasileira                                         | série de 5 programas sobre a história da TV para o Canal Viva.              |
| 2011    | Amanhã Nunca Mais                                            | Longa-Metragem lançado pela FOX Filmes.                                     |
| 2011    | Ela Faz Cinema                                               | Episódio do projeto Amor em 4 Atos para a Rede Globo.                       |
| 2011    | Evoé                                                         | Documentário sobre o diretor do Teatro Oficina, Zé Celso Martinez Correa.   |
| 2010    | É tudo improviso                                             | série de humor para Band.                                                   |
| 2008    | Amazônia Niemeyer – Uma viagem pela Belém-Brasília           | Documentário de 52’ vencedor do Edital Janela Brasil da TV Cultura.         |
| 2007    | Amores Expressos                                             | série de 16 episódios sobre 16 escritores ao redor do mundo                 |
| 2007    | Ao Vivo no Estúdio                                           | DVD do cantor Arnaldo Antunes                                               |
| 2005    | Museu da Língua                                              | Documentário de exibição perene no Museu da Língua Brasileira de São Paulo. |
| 2005    | Passarela                                                    | videoarte publicada no DVD Audiovisual                                      |
| 2004    | Todo verbo é uma ilha                                        | videoarte publicada no DVD Audiovisual                                      |
| 2004    | US                                                           | videoarte publicada no DVD Audiovisual                                      |
| 2004    | Coluna Vertebral                                             | videoarte publicada no DVD Audiovisual                                      |
| 2003    | Pesar                                                        | Videoarte selecionada para o Video Brasil                                   |
| 2003    | Pet Shop Mundo Cão                                           | DVD do cantor Zeca Baleiro                                                  |
| 2002    | Heróis 2                                                     | Video em homenagem a Waly Salomão, exibido na Tate Gallery em Londres.      |
| 2002    | Sempre tem mais                                              | videoarte publicada no DVD Audiovisual                                      |
| 2001    | Cacilda!, Bacantes, Ham-let e Boca de Ouro                   | 4 dvd’s documentais das peças do Teatro Oficina                             |
| 2000    | Muleque Trabalhador                                          | Videoclipe para a banda Caboclada                                           |
| 2000    | Proibida pra mim                                             | videoclipe para Zeca Baleiro                                                |
| 1999/98 | Cine profissões                                              | Apresentador no Canal Futura                                                |
| 1999    | Filhos da Precisão                                           | videoclipe para Rita Ribeiro                                                |
| 1996    | Silêncio                                                     | Videoclipe da música para Arnaldo Antunes                                   |
| 1995    | Poder                                                        | videoclipe para Arnaldo Antunes                                             |
| 1993    | Tropicália – conversa a 2 com Gilberto Gil e Caetano Veloso. | Programa único na TV Cultura                                                |
| 1993/90 | Gente de Expressão                                           | Programa de entrevistas internacionais com Bruna Lombardi                   |
| 1990/89 | TV da Tribo                                                  | Programa musical/ humorístico/ jornalístico semanal da Band                 |
| 1990/88 | TV MIX                                                       | Programa diário da TV Gazeta.                                               |
| 1987    | Heróis da Decadênsia(sic)                                    | Video premiado no Video Brasil                                              |
| 1987    | Caipira In                                                   | videoarte                                                                   |
| 1986    | Ryth Moz                                                     | Video premiado no Video Brasil                                              |
| 1985    | Non-plus-Ultra                                               | Video premiado no Video Brasil e FestRio.                                   |
| 1985    | Odeio Música                                                 | videoclipe para Péricles Cavalcanti                                         |
| 1984    | Ivald Granato in Performance                                 | Video premiado no Video Brasil e exibido na The Kitchen, NY.                |
| 1984    | Avesso                                                       | Série de documentários da TV Cultura                                        |
| 1984/83 | Fábrica do Som                                               | Apresentador do programa musical de TV                                      |
| 1983    | Frau                                                         | Video premiado no Video Brasil e FestRio.                                   |
| 1982    | Where are you?                                               | documentário na San Francisco State University                              |
| 1980    | Mocidade Independente                                        | Programa exibido na Band. Co-direção com Nelson Motta.                      |